# Dominique Othenin-Girard
Dominique Othenin-Girard (Le Locle, 13 febbraio 1958) è un regista e sceneggiatore svizzero.

## Filmografia

### Regista
- After Darkness (1985)
- Série noire (1986, 1 episodio)
- The Hospice (1987)
- Halloween 5 - La vendetta di Michael Myers (Halloween 5: The Revenge of Michael Myers) (1989)
- La regina dell'inferno (Night Angel) (1990)
- Omen IV - Presagio infernale (Omen IV: The Awakening) (1991)
- Sandra, c'est la vie (1992)
- Private Lessons: Another Story (1994)
- Doppio legame (Mörderische Zwillinge) (1995)
- Beyond Desire (1995)
- Red Shoe Diaries 5: Weekend Pass (1995, film a episodi: segmento "Double of Nothing")
- Il silenzio di Venere (Der Venusmörder) (1996)
- Adrenalina (Adrenalin) (1996)
- Die heilige Hure (1997)
- Die Fremde in meiner Brust (1998)
- Florian - Liebe aus ganzem Herzen (1999)
- Liebe ist stärker als der Tod (1999)
- Crociati (2001, miniserie)
- 1200° - La verità in fondo al tunnel (Der Todestunnel - Nur die Wahrheit zählt) (2005)
- Henry Dunant: Du rouge sur la croix (2006)
- Dirty money, l'infiltré (2008)
- Gli Svizzeri (2013, film in quattro episodi)

### Sceneggiatore
- After Darkness (1985)
- Série noire (1986, 1 episodio)
- Halloween 5 - La vendetta di Michael Myers (1989)
- Henry Dunant: Du rouge sur la croix (2006)